# Vipio rugator
Vipio rugator är en stekelart som först beskrevs av Thomas Say 1836.  Vipio rugator ingår i släktet Vipio och familjen bracksteklar. Inga underarter finns listade i Catalogue of Life.